# Crister Spets
Lars Crister Ingemar Spets, född 3 januari 1964 i Borås (Gustav Adolf), är en svensk politiker (sverigedemokrat), som var riksdagsledamot (tjänstgörande ersättare) i flera omgångar under perioden 2015–2018.
I riksdagen var han suppleant i justitieutskottet, konstitutionsutskottet, trafikutskottet och utbildningsutskottet.